# 八炯
八炯（1994年11月7日—），本名溫子渝，臺灣YouTuber，是花蓮縣新城鄉的太魯閣族原住民。其頻道“攝徒日記”內容早期多為介紹花蓮、宜蘭的内容，2018年起轉為評論中華人民共和國政治時事及臺灣國際關係為主，其影片風格及封面標題多為調侃或批判風格。

## 生平

### 早年經歷
温子渝的阿嬤是太魯閣族、阿公是清朝時期來台的閩南人、外祖母是客家人、外祖父是戰後來台的湖南人。其於2013年自國立花蓮高商資料處理科畢業，入讀中州科技大學視訊傳播系，並在2017年7月代表學校前往中國大陸上海和蘇州參加蘇州大學傳媒學院所舉辦的「第三屆國際大學生新媒體原創作品大賽」，與其他7位同學的影片作品「奪命交鋒」獲視頻類三等獎。該作品又名《奪命直播》，其身兼導演、剪接、調光、配樂數職，並同時於片中擔任法務部調查員「林國輝」一角。該劇組名「Free Style」，經營之粉專及YouTube頻道「導演是流氓」，為後來其YouTube頻道「攝徒日記Fun TV」及粉專之前身。

### 投身政治
自2019年反對逃犯條例修訂草案運動開始，其經常在YouTube頻道批評韓國瑜支持者與中國大陸，在疫情期間開始針對親中藝人與行為批判而爆紅，並曾與小粉紅群體直播辯論，在2021年台灣100大影響力網紅排行榜中位居第69名，票選第4名。
2025年，檢舉在台中國大陸籍配偶網紅劉振亞宣揚武統言論，引起社會關注。
2024年12月6日，發布與創作歌手陳柏源合作拍攝的影片《中國統戰紀錄片》，揭露中国大陆「利誘」特定網紅對臺灣人進行統戰、攻擊臺灣自由民主制度與民主進步黨政府的操作手法。陳柏源直言問題在於「政治制度、民主與專制的不同。」
12月7日，出現在影片中的跆拳道教練李東憲回應稱是被設局，抨擊影片掐頭去尾截取錄音內容，故意歪曲事實，只為在台灣謀取利益。被點名的網紅之一鍾明軒在Threads平台上回應，稱其製作併發布的旅遊影片均是個人出資，並對此類無端指責表達不滿，直指某些人「有人不講求證據，隨便往我頭上扣帽子」。館長批評八炯為「編劇家」，並指出八炯侃侃而談習近平的老婆，台下觀眾絲毫不懷疑他是如何得知這些內幕的，並認為八炯的言論無法輕信。八炯在臉書上回應館長，諷刺館長沒有去過美日韓，並自稱曾受美國智庫邀請前往美國國會和議員開過會，還自嘲「中南海听床师」，並稱自己格局在「國際議題」。
12月10日，被點名的網紅之一寒國人回應称影片都是經過剪接，呼籲公開原始影片資料，看看是誰在說謊。並稱影片的作法是想透過設局、套話的方式給鍾明軒、麥狗886（本名羅李晟）等網紅扣帽子。
12月11日，國台辦發言人陈斌华對此回應稱影片是操弄“认知作战”。
2025年5月28日，陈斌华关于记者咨询“馆长”访华回應对八炯将终身追责、依法严惩。

### 疑似效仿納粹

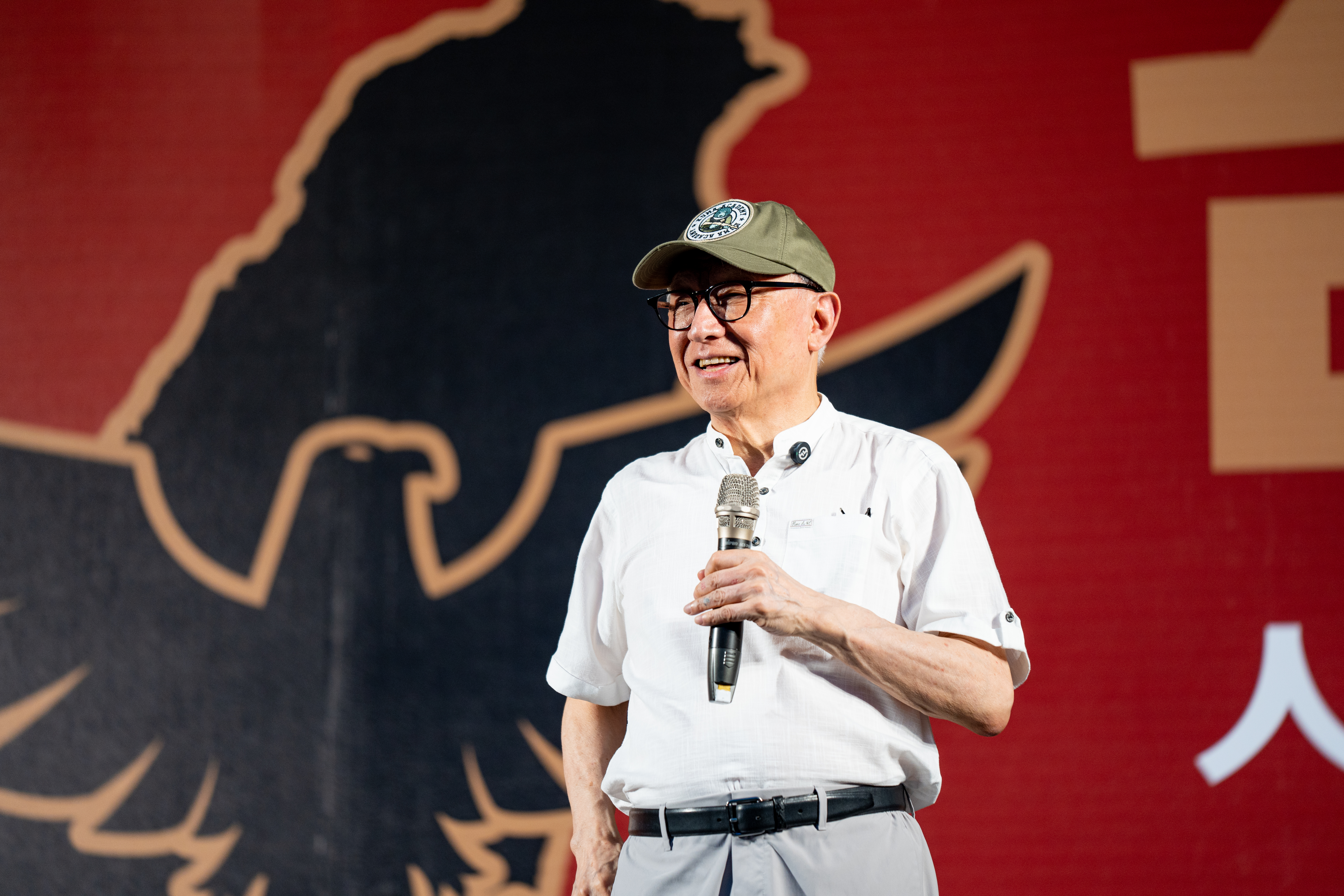
集會舞台背後的台灣與黑鷹。

2025年8月4日，閩南狼爆料指八炯曾研究納粹如何操控群眾反共並計劃設立納粹衝鋒隊發起革命，還說「要把某個群體變成猶太人，然後煽動，還要發明新的手勢」。八炯也在與閩南狼的对話中透露2025年舉辦的419大罷免集會的老鷹圖騰源自「納粹老鷹」。閩南狼認為八炯已背離反共初衷，由此爆料並與他切割。對此，在大批網民湧入德國在台協會粉專發評論後，德國在台協會不指名道姓譴責回應；而台北市可巴德猶太協會創會理事長方恩格批評八炯指，八炯似乎不了解受害者包含在台的猶太裔社會，道歉影片中未向在台猶太裔社會道歉，認為道歉不夠完整。民主進步黨也隨即「譴責任何消費和運用納粹符號的行為」。八炯5日再發表聲明表示所謂納粹LOGO的說法，是錯誤惡意的髒水風向，並且強調419大遊行LOGO設計是參考「美國大老鷹」(白頭海鵰，美國國鳥）的理念所設計。

## 外部連結
- YouTube上的八炯頻道